# Elecciones generales de Anguila de 2025
Las elecciones parlamentarias de Anguila de 2025 se realizaron el 26 de febrero del mismo año, con el objetivo de elegir a 11 de los 13 miembros de la Cámara de la Asamblea.

## Sistema electoral
La Cámara de la Asamblea está compuesta por de 13 miembros, de los cuales: 7 son elegidos en distritos electorales de un solo miembro mediante votación por mayoría siempre, 4 son elegidos por mayoría siempre teniendo al archipiélago como un distrito único y 2 son miembros ex officio. Los votantes deben tener al menos 18 años, mientras que los candidatos deben tener al menos 21.[cita requerida]